# Triraphis pulchricornis
Triraphis pulchricornis är en stekelart som först beskrevs av Szepligeti 1902.  Triraphis pulchricornis ingår i släktet Triraphis och familjen bracksteklar. Inga underarter finns listade i Catalogue of Life.